# Museo Moesgård

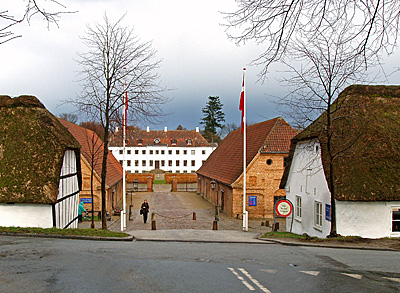
El Museo Moesgård.

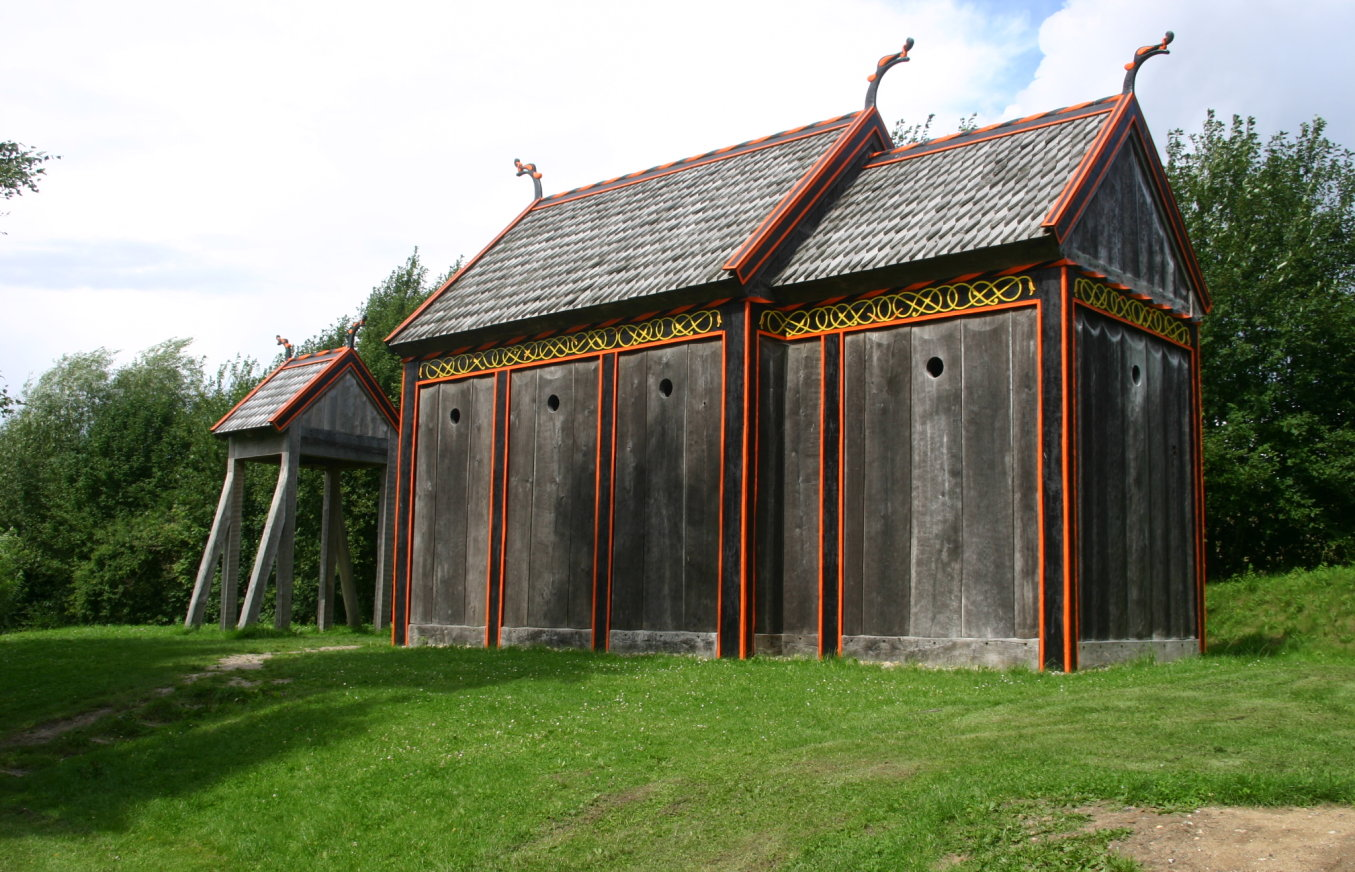
Hørning kirke

El Museo Moesgård (en danés, Moesgård Museum), antes Museo Prehistórico (Forhistorisk Museum) se localiza en la mansión del mismo nombre, en Aarhus, Dinamarca. Se trata de un museo especializado en arqueología y etnografía. 
Abierto al público en 1970, adquirió su nombre actual en 1997. Tiene un convenio de colaboración con la Universidad de Aarhus.
Alberga una colección de cuerpos humanos prehistóricos hallados en turberas, de los cuales el más famoso es el hombre de Grauballe, de la Edad del Hierro. Hay además una colección de piedras rúnicas locales (entre ellas la piedra rúnica de la máscara), una reconstrucción de una stavkirke danesa, y copias de los cuernos de oro de Gallehus.